# Anna Wintour
Dame Anna Wintour DBE (angleška izgovorjava /ˈwɪntər/), britansko-ameriška novinarka in urednica, * 3. november 1949, London, Združeno kraljestvo.
Anna Wintour je že od leta 1988 glavna urednica ameriške izdaje revije Vogue, od leta 2013 pa tudi umetniška direktorica krovnega medijskega podjetja Condé Nast in njegovih izdaj. Uveljavila se je kot pomembna oseba v svetu mode, znana po tem, da prepozna modne smernice in da podpira mlade oblikovalce. Prepoznavna pa je po svoji pričeski na paž, ki jo nosi že od 14. leta, in temnih sončnih očalih.

## Zgodnje življenje in družina
Anna Wintour se je rodila v povojnem Londonu leta 1949 Charlesu Wintouru in Eleanor »Nonie« Trego Baker. V družini so bili še trije bratje (Annin tretji brat Gerald je še kot otrok umrl v prometni nesreči) in sestra. Njen oče Charles je bil med letoma 1959 in 1979 urednik časnika London Evening Standard in je hčeri svetoval, kako je treba časopis prilagoditi času. Anna se je za modo začela zanimati že kot najstnica. Šolala se je na North London Collegiate School. V starosti 14 let je začela nositi znamenito  pričesko na paž.

## Kariera
Svojo novinarsko kariero v svetu mode je začela v Veliki Britaniji, kjer je delala pri dveh časopisih, nato pa se je s svojim takratnim partnerjem preselila v Združene države Amerike, kjer se je zaposlila pri časopisih New York in House & Garden, po vrnitvi v London pa je bila med letoma 1985 in 1987 urednica britanske izdaje časopisa Vogue. Naslednje leto je prevzela urednikovanje ameriške izdaje Vogua in časopis osredinila nasploh na življenjski slog, ne le na modo. V vlogi glavne urednice Vogua je ostala 37 let, njeno obdobje pa so zaznamovale številne revolucionarne ideje in uspehi. Junija 2025 so mediji objavili, da odstopa z mesta glavne urednice Vogua.  Ostaja pa globalna glavna direktorica vsebin pri Condé Nast in globalna uredniška direktorica pri Vogueu.

## Zasebno življenje
Iz zakona s pediatričnim psihiatrom Davidom Shafferjem, s katerim se je poročila leta 1984, ima sina Charlesa (rojen 1985) in hčer Katherino (znano tudi pod nadimkom Bee, rojeno 1987). Anna in David sta se leta 1999 ločila.
Anna Wintour velja za človekoljubko, med drugim podpira še neuveljavljene modne oblikovalce. Kot organizatorka več dobrodelnih prireditve je za bolnike z aidsom pomagala nabrati več kot 10 milijonov dolarjev.
Pravi, da zjutraj vstaja vedno pred 6. uro, nato igra tenis, si uredi pričesko in ličila in šele nato se odpravi na uredništvo revije. Na modne dogodke prispe vedno zgodaj.  Na zabavah običajno ne ostane dlje kot 20 minut, v posteljo pa leže vedno ob 22.15. Znana je po strogem nadzoru nad vizualno vsebino revije. Zaradi hladnega in vzvišenega obnašanja so ji nadeli vzdevek »nuklearna Wintour« (angleško Nuclear Wintour, besedna igra, ki se izgovarja zelo podobno izrazu nuclear winter - jedrska zima).
Je ena od velikih podpornic Demokratske stranke in je podprla tako kampanjo Baracka Obame kot Hillary Clinton.